# Schwimmweltmeisterschaften 2009
| Medaillenspiegel (Endstand nach 65 Entscheidungen) | Medaillenspiegel (Endstand nach 65 Entscheidungen) | Medaillenspiegel (Endstand nach 65 Entscheidungen) | Medaillenspiegel (Endstand nach 65 Entscheidungen) | Medaillenspiegel (Endstand nach 65 Entscheidungen) | Medaillenspiegel (Endstand nach 65 Entscheidungen) |
| Pl. | Land                                               | G                                                  | S                                                  | B                                                  | Gesamt                                             |
| --- | -------------------------------------------------- | -------------------------------------------------- | -------------------------------------------------- | -------------------------------------------------- | -------------------------------------------------- |
| 1 | USA                                                | 11                                                 | 11                                                 | 7                                                  | 29                                                 |
| 2 | VR China                                           | 11                                                 | 7                                                  | 11                                                 | 29                                                 |
| 3 | Russland                                           | 8                                                  | 8                                                  | 4                                                  | 20                                                 |
| 4 | Deutschland                                        | 7                                                  | 4                                                  | 1                                                  | 12                                                 |
| 5 | Australien                                         | 4                                                  | 5                                                  | 10                                                 | 19                                                 |
| 6 | Großbritannien                                     | 4                                                  | 3                                                  | 2                                                  | 9                                                  |
| 7 | Italien                                            | 4                                                  | 1                                                  | 5                                                  | 10                                                 |
| 8 | Serbien                                            | 3                                                  | 1                                                  | –                                                  | 4                                                  |
| 9 | Ungarn                                             | 2                                                  | 1                                                  | 3                                                  | 6                                                  |
| 10 | Brasilien                                          | 2                                                  | 1                                                  | 1                                                  | 4                                                  |
| 11 | Spanien                                            | 1                                                  | 7                                                  | 3                                                  | 11                                                 |
| 12 | Japan                                              | 1                                                  | 2                                                  | 1                                                  | 4                                                  |
| 13 | Tunesien                                           | 1                                                  | 2                                                  | –                                                  | 3                                                  |
| 14 | Dänemark                                           | 1                                                  | 1                                                  | –                                                  | 2                                                  |
| 14 | Schweden                                           | 1                                                  | 1                                                  | –                                                  | 1                                                  |
| 14 | Simbabwe                                           | 1                                                  | 1                                                  | –                                                  | 2                                                  |
| 17 | Südafrika                                          | 1                                                  | –                                                  | 3                                                  | 4                                                  |
| 18 | Niederlande                                        | 1                                                  | –                                                  | 1                                                  | 2                                                  |
| 19 | Mexiko                                             | 1                                                  | –                                                  | –                                                  | 1                                                  |
| 20 | Kanada                                             | –                                                  | 4                                                  | 5                                                  | 9                                                  |
| 21 | Frankreich                                         | –                                                  | 3                                                  | 3                                                  | 6                                                  |
| 22 | Griechenland                                       | –                                                  | 1                                                  | –                                                  | 1                                                  |
| 22 | Polen                                              | –                                                  | 1                                                  | –                                                  | 1                                                  |
| 24 | Österreich                                         | –                                                  | –                                                  | 1                                                  | 1                                                  |
| 24 | Kroatien                                           | –                                                  | –                                                  | 1                                                  | 1                                                  |
| 24 | Kuba                                               | –                                                  | –                                                  | 1                                                  | 1                                                  |
| 24 | Litauen                                            | –                                                  | –                                                  | 1                                                  | 1                                                  |
| 24 | Malaysia                                           | –                                                  | –                                                  | 1                                                  | 1                                                  |
| 24 | Norwegen                                           | –                                                  | –                                                  | 1                                                  | 1                                                  |
| 24 | Rumänien                                           | –                                                  | –                                                  | 1                                                  | 1                                                  |
| Gesamt | Gesamt                                             | 65                                                 | 65                                                 | 67                                                 | 197                                                |
| Verteilung bei Zeitgleichheit: * 3 × 1. Platz = 3 × Gold, 0 × Silber, 0 × Bronze * 2 × 1. Platz = 2 × Gold, 0 × Silber, 1 × Bronze * 2 × 2. Platz = 1 × Gold, 2 × Silber, 0 × Bronze * 2 × 3. Platz = 1 × Gold, 1 × Silber, 2 × Bronze |                                                    |                                                    |                                                    |                                                    |                                                    |

Die 13. Schwimmweltmeisterschaften fanden vom 17. Juli bis zum 2. August 2009 in der italienischen Hauptstadt Rom statt. Der Schwimmweltverband (FINA) vergab die Veranstaltung am 16. Juli 2005 am Rand der Schwimmweltmeisterschaften 2005 in Montreal. Die Bewerbung Roms setzte sich gegen die Kandidaturen von Athen, Moskau und Yokohama durch. Die Stadt war damit nach 1994 zum zweiten Mal Gastgeber von Weltmeisterschaften.
Veranstaltungsorte waren das Foro Italico und der Lido di Ostia.
Die Schwimmweltmeisterschaften 2009 waren die letzten, bevor ab 2010 das Tragen eines High-Tech-Schwimmanzugs verboten wurde. Insgesamt wurden bei diesen Meisterschaften 42 Weltrekorde in 31 Disziplinen aufgestellt. Damit wurden über drei Viertel der insgesamt 40 möglichen Langbahnweltrekorde gebrochen. 6 der 31 sind noch bis heute gültig (Stand vom 31. Juli 2024). 14 der 42 aufgestellten Weltrekorde wurden bereits in den Läufen der Halbfinale erzielt.

## Zeitplan und Sportarten
Legende zum nachfolgend dargestellten Wettkampfprogramm:
|  | Eröffnungs- und Abschlusszeremonie |  | Qualifikationswettkämpfe | 2 | Finalentscheidungen |

Letzte Spalte: Gesamtanzahl der Entscheidungen in den einzelnen Sportarten
| Zeitplan der Schwimmweltmeisterschaften 2009 (mit Anzahl der Entscheidungen) | Zeitplan der Schwimmweltmeisterschaften 2009 (mit Anzahl der Entscheidungen) | Zeitplan der Schwimmweltmeisterschaften 2009 (mit Anzahl der Entscheidungen) | Zeitplan der Schwimmweltmeisterschaften 2009 (mit Anzahl der Entscheidungen) | Zeitplan der Schwimmweltmeisterschaften 2009 (mit Anzahl der Entscheidungen) | Zeitplan der Schwimmweltmeisterschaften 2009 (mit Anzahl der Entscheidungen) | Zeitplan der Schwimmweltmeisterschaften 2009 (mit Anzahl der Entscheidungen) | Zeitplan der Schwimmweltmeisterschaften 2009 (mit Anzahl der Entscheidungen) | Zeitplan der Schwimmweltmeisterschaften 2009 (mit Anzahl der Entscheidungen) | Zeitplan der Schwimmweltmeisterschaften 2009 (mit Anzahl der Entscheidungen) | Zeitplan der Schwimmweltmeisterschaften 2009 (mit Anzahl der Entscheidungen) | Zeitplan der Schwimmweltmeisterschaften 2009 (mit Anzahl der Entscheidungen) | Zeitplan der Schwimmweltmeisterschaften 2009 (mit Anzahl der Entscheidungen) | Zeitplan der Schwimmweltmeisterschaften 2009 (mit Anzahl der Entscheidungen) | Zeitplan der Schwimmweltmeisterschaften 2009 (mit Anzahl der Entscheidungen) | Zeitplan der Schwimmweltmeisterschaften 2009 (mit Anzahl der Entscheidungen) | Zeitplan der Schwimmweltmeisterschaften 2009 (mit Anzahl der Entscheidungen) | Zeitplan der Schwimmweltmeisterschaften 2009 (mit Anzahl der Entscheidungen) | Zeitplan der Schwimmweltmeisterschaften 2009 (mit Anzahl der Entscheidungen) |
|                                                                              | Fr                                                                           | Sa                                                                           | So                                                                           | Mo                                                                           | Di                                                                           | Mi                                                                           | Do                                                                           | Fr                                                                           | Sa                                                                           | So                                                                           | Mo                                                                           | Di                                                                           | Mi                                                                           | Do                                                                           | Fr                                                                           | Sa                                                                           | So                                                                           |                                                                              |
| Juli/August                                                                  | 17.                                                                          | 18.                                                                          | 19.                                                                          | 20.                                                                          | 21.                                                                          | 22.                                                                          | 23.                                                                          | 24.                                                                          | 25.                                                                          | 26.                                                                          | 27.                                                                          | 28.                                                                          | 29.                                                                          | 30.                                                                          | 31.                                                                          | 1.                                                                           | 2.                                                                           | Gesamt                                                                       |
| ---------------------------------------------------------------------------- | ---------------------------------------------------------------------------- | ---------------------------------------------------------------------------- | ---------------------------------------------------------------------------- | ---------------------------------------------------------------------------- | ---------------------------------------------------------------------------- | ---------------------------------------------------------------------------- | ---------------------------------------------------------------------------- | ---------------------------------------------------------------------------- | ---------------------------------------------------------------------------- | ---------------------------------------------------------------------------- | ---------------------------------------------------------------------------- | ---------------------------------------------------------------------------- | ---------------------------------------------------------------------------- | ---------------------------------------------------------------------------- | ---------------------------------------------------------------------------- | ---------------------------------------------------------------------------- | ---------------------------------------------------------------------------- | ---------------------------------------------------------------------------- |
| Eröffnung                                                                    |                                                                              |                                                                              |                                                                              |                                                                              |                                                                              |                                                                              |                                                                              |                                                                              |                                                                              |                                                                              |                                                                              |                                                                              |                                                                              |                                                                              |                                                                              |                                                                              |                                                                              |                                                                              |
| Langstreckenschwimmen                                                        |                                                                              |                                                                              |                                                                              |                                                                              | 2                                                                            | 2                                                                            |                                                                              |                                                                              | 2                                                                            |                                                                              |                                                                              |                                                                              |                                                                              |                                                                              |                                                                              |                                                                              |                                                                              | 6                                                                            |
| Schwimmen                                                                    |                                                                              |                                                                              |                                                                              |                                                                              |                                                                              |                                                                              |                                                                              |                                                                              |                                                                              | 4                                                                            | 4                                                                            | 5                                                                            | 4                                                                            | 5                                                                            | 5                                                                            | 6                                                                            | 7                                                                            | 40                                                                           |
| Synchronschwimmen                                                            |                                                                              |                                                                              | 1                                                                            | 1                                                                            | 1                                                                            | 1                                                                            | 1                                                                            | 1                                                                            | 1                                                                            |                                                                              |                                                                              |                                                                              |                                                                              |                                                                              |                                                                              |                                                                              |                                                                              | 7                                                                            |
| Wasserball                                                                   |                                                                              |                                                                              |                                                                              |                                                                              |                                                                              |                                                                              |                                                                              |                                                                              |                                                                              |                                                                              |                                                                              |                                                                              |                                                                              |                                                                              | 1                                                                            | 1                                                                            |                                                                              | 2                                                                            |
| Wasserspringen                                                               | 1                                                                            | 2                                                                            | 2                                                                            |                                                                              | 2                                                                            |                                                                              | 1                                                                            | 1                                                                            | 1                                                                            |                                                                              |                                                                              |                                                                              |                                                                              |                                                                              |                                                                              |                                                                              |                                                                              | 10                                                                           |
| Abschluss                                                                    |                                                                              |                                                                              |                                                                              |                                                                              |                                                                              |                                                                              |                                                                              |                                                                              |                                                                              |                                                                              |                                                                              |                                                                              |                                                                              |                                                                              |                                                                              |                                                                              |                                                                              |                                                                              |
| Finalentscheidungen                                                          | 1                                                                            | 2                                                                            | 3                                                                            | 1                                                                            | 5                                                                            | 3                                                                            | 2                                                                            | 3                                                                            | 4                                                                            | 4                                                                            | 4                                                                            | 5                                                                            | 4                                                                            | 5                                                                            | 6                                                                            | 7                                                                            | 7                                                                            | 65                                                                           |

## Teilnehmende Nationen
Insgesamt nahmen 2556 Athleten aus 185 Ländern an den Schwimmweltmeisterschaften teil.
| - Afghanistan - Ägypten - Albanien - Algerien - Amerikanisch-Samoa - Amerikanische Jungferninseln - Andorra - Angola - Antigua und Barbuda - Äquatorialguinea - Argentinien - Armenien - Aruba - Aserbaidschan - Äthiopien - Australien - Bahamas - Bahrain - Bangladesch - Barbados - Belgien - Benin - Bermuda - Bolivien - Bosnien und Herzegowina - Botswana - Brasilien - Brunei - Bulgarien - Burkina Faso - Burundi - Chile - Volksrepublik China - Chinesisch Taipeh - Cookinseln - Costa Rica - Dänemark - Deutschland - Dominica - Dominikanische Republik - Ecuador - El Salvador - Elfenbeinküste - Estland - Färöer - Fidschi - Finnland - Frankreich - Georgien - Ghana - Gibraltar - Grenada - Griechenland - Guam - Guatemala - Guinea - Guinea-Bissau - Guyana - Honduras - Hongkong - Indien - Indonesien - Irak - Iran | - Irland - Island - Israel - Italien - Jamaika - Japan - Jemen - Jordanien - Kambodscha - Kanada - Cayman Islands - Kamerun - Kasachstan - Katar - Kenia - Kirgisistan - Kolumbien - Komoren - Demokratische Republik Kongo - Republik Kongo - Kroatien - Kuba - Kuwait - Laos - Lettland - Lesotho - Libanon - Liberia - Libyen - Liechtenstein - Litauen - Luxemburg - Macau - Madagaskar - Malawi - Malaysia - Malediven - Mali - Malta - Marokko - Marshallinseln - Mauritius - Mauretanien - Mazedonien - Mexiko - Föderierte Staaten von Mikronesien - Moldau - Monaco - Mongolei - Montenegro - Mosambik - Myanmar - Namibia - Nepal - Neuseeland - Nicaragua - Niederlande - Niederländische Antillen - Niger - Nigeria - Nordkorea - Nördliche Marianen - Norwegen - Oman | - Österreich - Pakistan - Palästina - Palau - Panama - Paraguay - Papua-Neuguinea - Peru - Philippinen - Polen - Portugal - Puerto Rico - Ruanda - Rumänien - Russland - Salomonen - Sambia - Samoa - San Marino - Saudi-Arabien - Schweden - Schweiz - Senegal - Serbien - Seychellen - Sierra Leone - Simbabwe - Singapur - Slowakei - Slowenien - Somalia - Spanien - Sri Lanka - St. Lucia - St. Vincent und die Grenadinen - Südafrika - Sudan - Südkorea - Suriname - Swasiland - Syrien - Tahiti - Tadschikistan - Tansania - Thailand - Togo - Trinidad und Tobago - Tschechien - Tunesien - Türkei - Turkmenistan - Turks- und Caicosinseln - Uganda - Ukraine - Ungarn - Uruguay - Usbekistan - Venezuela - Vietnam - Vereinigte Arabische Emirate - Vereinigte Staaten - Vereinigtes Königreich - Belarus - Zypern |

## Probleme
Zu Beginn der Weltmeisterschaften kam es zu Windproblemen in Ostia. Heftige Stürme, welche schwere Schäden im Start- und Zielbereich der Freiwasserschwimmwettbewerbe verursachten, zwangen die Veranstalter zu Überlegungen diese Bewerbe an den Braccianosee zu verlegen. Schlussendlich wurden lediglich die Starttermine über 5 km und 10 km auf einen späteren Zeitpunkt verschoben, um die Schäden provisorisch zu beheben. Um einen Start trotz der vom Sturm zerstörten Startbrücke zu gewährleisten, wurden die Schwimmer an einer provisorischen Leine aufgereiht und losgeschickt.
Zu weiteren Problemen kam es im Vorfeld der Beckenschwimmwettbewerbe im Zusammenhang mit den zunächst montierten Startblöcken, welche von der FINA erst für 2010 genehmigt wurden. Von Seiten der Veranstalter hieß es, dass diese Startblöcke, welche eine größere Neigung aufweisen und dadurch den Schwimmern ein kräftigeres Abstoßen ermöglichen, lediglich zu Testzwecken montiert wurden.

## Schwimmen Männer

### Freistil
- Einer der Höhepunkte der Schwimm-WM war das 200-Meter-Freistilfinale der Herren. Die beste Vorlaufzeit erzielte dabei der Deutsche Paul Biedermann. Der haushohe Favorit auf dieser Strecke war jedoch der US-Amerikaner Michael Phelps, der ein Jahr zuvor 8 Goldmedaillen bei den Olympischen Spielen in Peking 2008 erzielte. Phelps war auf der 200-Meter-Freistillstrecke seit 5 Jahren ungeschlagen. Biedermann gewann das Rennen sensationell mit einer Körperlänge Vorsprung vor Phelps und schwamm dabei mit 1:42:00 min einen neuen Weltrekord. Es war zugleich der zweite Weltmeistertitel für Biedermann, nachdem er 2 Tage zuvor bereits den Titel über die 400 Meter Freistil, ebenfalls in neuer Weltrekordzeit, errang.
- Der schnellste Schwimmer der WM war César Cielo Filho aus Brasilien. Er gewann sowohl die 50 Meter Freistil, als auch das Rennen über die 100 Meter Freistil. Das gleiche Kunststück gelang der Deutschen Britta Steffen bei den Damen.

#### 50 m Freistil
Finale am 1. August
| Platz | Land                | Athlet             | Zeit     |
| ----- | ------------------- | ------------------ | -------- |
| 1     | Brasilien           | César Cielo Filho  | 00:21,08 |
| 2     | Frankreich          | Frédérick Bousquet | 00:21,21 |
| 3     | Frankreich          | Amaury Leveaux     | 00:21,25 |
| 4     | Kroatien            | Duje Draganja      | 00:21,38 |
| 5     | USA                 | Cullen Jones       | 00:21,47 |
| 6     | USA                 | Nathan Adrian      | 00:21,49 |
| 7     | Trinidad und Tobago | George Bovell      | 00:21,51 |
| 8     | Schweden            | Stefan Nystrand    | 00:21,53 |

- Steffen Deibler belegte mit 22,07 s im Vorlauf Platz 17.
- Flori Lang belegte mit 22,31 s im Vorlauf Platz 25.
- Martin Spitzer belegte mit 23,30 s im Vorlauf Platz 66.
- Dominik Koll belegte mit 23,42 s im Vorlauf Platz 71.

#### 100 m Freistil
Finale am 30. Juli
| Platz | Land       | Athlet             | Zeit        |
| ----- | ---------- | ------------------ | ----------- |
| 1     | Brasilien  | César Cielo Filho  | 00:46,91 WR |
| 2     | Frankreich | Alain Bernard      | 00:47,12    |
| 3     | Frankreich | Frédérick Bousquet | 00:47,25    |
| 4     | Kanada     | Brent Hayden       | 00:47,27    |
| 5     | USA        | David Walters      | 00:47,33    |
| 6     | Schweden   | Stefan Nystrand    | 00:47,37    |
| 7     | Südafrika  | Lyndon Ferns       | 00:47,94    |
| 8     | Brasilien  | Nicolas Oliveira   | 00:48,01    |

- Steffen Deibler belegte mit 48,68 s im Vorlauf Platz 22.
- Dominik Meichtry belegte mit 49,17 s im Vorlauf Platz 33.
- Flori Lang belegte mit 49,20 s im Vorlauf Platz 35.
- Martin Spitzer belegte mit 50,43 s im Vorlauf Platz 67.
- Dominik Koll belegte mit 50,48 s im Vorlauf Platz 69.

#### 200 m Freistil
Finale am 28. Juli
| Platz | Land        | Athlet                | Zeit        |
| ----- | ----------- | --------------------- | ----------- |
| 1     | Deutschland | Paul Biedermann       | 01:42,00 WR |
| 2     | USA         | Michael Phelps        | 01:43,22    |
| 3     | Russland    | Danila Isotow         | 01:43,90    |
| 4     | Japan       | Sho Uchida            | 01:45,24    |
| 5     | Australien  | Kenrick Monk          | 01:45,46    |
| 6     | Südafrika   | Jean Basson           | 01:45,67    |
| 7     | Niederlande | Sebastiaan Verschuren | 01:46,05    |
| 8     | Russland    | Nikita Lobinzew       | 01:46,33    |

- Dominik Meichtry belegte mit 1:46,13 min im Halbfinale Platz 9.
- Dominik Koll belegte mit 1:47,83 min im Vorlauf Platz 20.
- Clemens Rapp belegte mit 1:48,75 min im Vorlauf Platz 34.
- David Brandl belegte mit 1:48,89 min im Vorlauf Platz 36.
- David Karasek belegte mit 1:48,97 min im Vorlauf Platz 38.

#### 400 m Freistil
Finale am 26. Juli
| Platz | Land                | Athlet           | Zeit        |
| ----- | ------------------- | ---------------- | ----------- |
| 1     | Deutschland         | Paul Biedermann  | 03:40,07 WR |
| 2     | Tunesien            | Oussama Mellouli | 03:41,11    |
| 3     | Volksrepublik China | Zhang Lin        | 03:41,35    |
| 4     | USA                 | Peter Vanderkaay | 03:43,20    |
| 5     | Dänemark            | Mads Glæsner     | 03:44,40    |
| 6     | Ungarn              | Gergő Kis        | 03:46,30    |
| 7     | Kanada              | Ryan Cochrane    | 03:46,60    |
| 8     | Verein. Königr.     | David Davies     | 03:47,02    |

- David Brandl belegte mit 3:47,61 min im Vorlauf Platz 19
- Dominik Koll belegte mit 3:52,57 min im Vorlauf Platz 29.
- David Karasek belegte mit 3:52,64 min im Vorlauf Platz 30.

#### 800 m Freistil
Finale am 29. Juli
| Platz | Land                | Athlet               | Zeit        |
| ----- | ------------------- | -------------------- | ----------- |
| 1     | Volksrepublik China | Zhang Lin            | 07:32,12 WR |
| 2     | Tunesien            | Oussama Mellouli     | 07:35,27    |
| 3     | Kanada              | Ryan Cochrane        | 07:41,92    |
| 4     | Italien             | Federico Colbertaldo | 07:43,84 ER |
| 5     | Verein. Königr.     | David Davies         | 07:44,32    |
| 6     | USA                 | Peter Vanderkaay     | 07:48,44    |
| 7     | Russland            | Juri Prilukow        | 07:49,46    |
| 7     | Spanien             | Marco Rivera         | 07:49,46    |

- Jan Wolfgarten belegte mit 7:50,10 min im Vorlauf Platz 9.
- David Brandl belegte mit 8:02,35 min im Vorlauf Platz 19.
- Florian Janistyn belegte mit 8:11,79 min im Vorlauf Platz 27.

#### 1500 m Freistil
Finale am 2. August
| Platz | Land                | Athlet               | Zeit     |
| ----- | ------------------- | -------------------- | -------- |
| 1     | Tunesien            | Oussama Mellouli     | 14:37,28 |
| 2     | Kanada              | Ryan Cochrane        | 14:41,38 |
| 3     | Volksrepublik China | Sun Yang             | 14:46,84 |
| 4     | Italien             | Federico Colbertaldo | 14:48,28 |
| 5     | Volksrepublik China | Zhang Lin            | 14:54,23 |
| 6     | Verein. Königr.     | David Davies         | 14:57,03 |
| 7     | Spanien             | Marco Rivera         | 15:01,92 |
| 8     | Italien             | Samuel Pizzetti      | 15:19,38 |

- David Brandl belegte mit 15:31,46 min im Vorlauf Platz 21.
- Florian Janistyn belegte mit 15:57,96 min im Vorlauf Platz 29.

### Schmetterling

#### 50 m Schmetterling
Finale am 27. Juli
| Platz | Land       | Athlet             | Zeit        |
| ----- | ---------- | ------------------ | ----------- |
| 1     | Serbien    | Milorad Čavić      | 00:22,67 CR |
| 2     | Australien | Matthew Targett    | 00:22,73    |
| 3     | Spanien    | Rafael Muñoz Pérez | 00:22,88    |
| 4     | Dänemark   | Jakob Andkjær      | 00:22,93    |
| 5     | Brasilien  | Nicholas Santos    | 00:23,00    |
| 6     | Kenia      | Jason Dunford      | 00:23,04    |
| 7     | Venezuela  | Albert Subirats    | 00:23,07    |
| 8     | Kroatien   | Duje Draganja      | 00:23,10    |

- Thomas Rupprath belegte mit 23,49 s im Vorlauf Platz 17.
- Johannes Dietrich belegte mit 23,55 s im Vorlauf Platz 19.
- Martin Spitzer belegte mit 23,69 s im Vorlauf Platz 24.
- Dinko Jukić belegte mit 24,13 s im Vorlauf Platz 46.
- Damien Courtois belegte mit 24,33 s im Vorlauf Platz 58.
- Daniel Rast belegte mit 24,89 s im Vorlauf Platz 75.

#### 100 m Schmetterling
Finale am 1. August
| Platz | Land       | Athlet             | Zeit        |
| ----- | ---------- | ------------------ | ----------- |
| 1     | USA        | Michael Phelps     | 00:49,82 WR |
| 2     | Serbien    | Milorad Čavić      | 00:49,95 ER |
| 3     | Spanien    | Rafael Muñoz Pérez | 00:50,41    |
| 4     | Venezuela  | Albert Subirats    | 00:50,79    |
| 5     | Australien | Andrew Lauterstein | 00:50,85    |
| 6     | Kenia      | Jason Dunford      | 00:51,07    |
| 7     | USA        | Tyler McGill       | 00:51,42    |
| 8     | Brasilien  | Gabriel Mangabeira | 00:51,74    |

- Benjamin Starke belegte mit 51,31 s im Halbfinale Platz 10.
- Helge Meeuw belegte mit 51,97 s im Vorlauf Platz 19.
- Damien Courtois belegte mit 53,91 s im Vorlauf Platz 65.
- Bernhard Wolf belegte mit 53,98 s im Vorlauf Platz 66.

#### 200 m Schmetterling
Finale am 29. Juli
| Platz | Land            | Athlet             | Zeit        |
| ----- | --------------- | ------------------ | ----------- |
| 1     | USA             | Michael Phelps     | 01:51,51 WR |
| 2     | Polen           | Paweł Korzeniowski | 01:53,23    |
| 3     | Japan           | Takeshi Matsuda    | 01:53,32    |
| 4     | Brasilien       | Kaio de Almeida    | 01:54,27    |
| 5     | USA             | Tyler Clary        | 01:54,45    |
| 6     | Österreich      | Dinko Jukić        | 01:55,08    |
| 7     | Südafrika       | Sebastien Rousseau | 01:55,43    |
| 7     | Verein. Königr. | Michael Rock       | 01:55,43    |

- Bernhard Wolf belegte mit 2:01,90 min im Vorlauf Platz 44.

### Rücken

#### 50 m Rücken
Finale am 2. August
| Platz | Land            | Athlet                  | Zeit        |
| ----- | --------------- | ----------------------- | ----------- |
| 1     | Verein. Königr. | Liam Tancock            | 00:24,04 WR |
| 2     | Japan           | Jun’ya Koga             | 00:24,24    |
| 3     | Südafrika       | Gerhard Zandberg        | 00:24,34    |
| 4     | Spanien         | Aschwin Wildeboer Faber | 00:24,57    |
| 5     | Frankreich      | Camille Lacourt         | 00:24,61    |
| 6     | Deutschland     | Helge Meeuw             | 00:24,63    |
| 7     | Griechenland    | Aristeidis Grigoriadis  | 00:24,87    |
| 8     | Italien         | Mirco Di Tora           | 00:25,15    |

- Flori Lang belegte mit 24,78 s im Halbfinale Platz 9.
- Thomas Rupprath belegte mit 24,87 s im Halbfinale Platz 13.
- Markus Rogan belegte mit 25,59 s im Vorlauf Platz 33.
- Liam Tancock konnte bereits am 1. August 2009 im Halbfinale mit 24,08 s einen neuen WR aufstellen.[7]

#### 100 m Rücken
Finale am 28. Juli
| Platz | Land            | Athlet                  | Zeit     |
| ----- | --------------- | ----------------------- | -------- |
| 1     | Japan           | Jun’ya Koga             | 00:52,26 |
| 2     | Deutschland     | Helge Meeuw             | 00:52,54 |
| 3     | Spanien         | Aschwin Wildeboer Faber | 00:52,64 |
| 4     | Japan           | Ryōsuke Irie            | 00:52,73 |
| 4     | Verein. Königr. | Liam Tancock            | 00:52,73 |
| 6     | Russland        | Arkadi Wjattschanin     | 00:52,87 |
| 7     | USA             | Matthew Grevers         | 00:53,14 |
| 8     | Griechenland    | Aristeidis Grigoriadis  | 00:53,43 |

- Markus Rogan belegte mit 53,40 s im Halbfinale Platz 11.
- Sebastian Stoss belegte mit 55,57 s im Vorlauf Platz 36.
- Flori Lang belegte mit 55,84 s im Vorlauf Platz 38.

#### 200 m Rücken
Finale am 31. Juli
| Platz | Land      | Athlet                  | Zeit        |
| ----- | --------- | ----------------------- | ----------- |
| 1     | USA       | Aaron Peirsol           | 01:51,92 WR |
| 2     | Japan     | Ryōsuke Irie            | 01:52,51    |
| 3     | USA       | Ryan Lochte             | 01:53,82    |
| 4     | Russland  | Arkadi Wjattschanin     | 01:54,75 ER |
| 5     | Spanien   | Aschwin Wildeboer Faber | 01:54,92    |
| 6     | Russland  | Stanislaw Donez         | 01:55,36    |
| 7     | Polen     | Radosław Kawęcki        | 01:55,60    |
| 8     | Südafrika | George Du Rand          | 01:56,63    |

- Sebastian Stoss belegte mit 1:57,15 min im Halbfinale Platz 13.
- Yannick Lebherz belegte mit 1:58,01 min im Halbfinale Platz 15.
- Felix Wolf belegte mit 1:58,41 min im Vorlauf Platz 19.
- Markus Rogan belegte mit 2:00,39 min im Vorlauf Platz 27.

### Brust

#### 50 m Brust
Finale am 29. Juli
| Platz | Land        | Athlet                | Zeit        |
| ----- | ----------- | --------------------- | ----------- |
| 1     | Südafrika   | Cameron van der Burgh | 00:26,67 WR |
| 2     | Brasilien   | Felipe França Silva   | 00:26,76    |
| 3     | USA         | Mark Gangloff         | 00:26,86    |
| 4     | Australien  | Brenton Rickard       | 00:26,95 ER |
| 4     | Deutschland | Hendrik Feldwehr      | 00:26,95 ER |
| 6     | Slowenien   | Matjaž Markič         | 00:27,10    |
| 7     | Brasilien   | João Gomes            | 00:27,31    |
| 7     | Slowenien   | Emil Tahirovič        | 00:27,31    |

- Johannes Neumann belegte mit 27,43 s im Halbfinale Platz 15.
- Damien Courtois belegte mit 27,81 s im Vorlauf Platz 32.
- Hunor Mate belegte mit 28,00 s im Vorlauf Platz 40.
- Maxim Podoprigora belegte mit 28,09 s im Vorlauf Platz 44.
- Benjamin Le Maguet belegte mit 28,72 s im Vorlauf Platz 63.
- Cameron van der Burgh konnte bereits am 28. Juli 2009 im Halbfinale mit 26,74 s einen neuen WR aufstellen.[8]

#### 100 m Brust
Finale am 27. Juli
| Platz | Land        | Athlet                | Zeit        |
| ----- | ----------- | --------------------- | ----------- |
| 1     | Australien  | Brenton Rickard       | 00:58,58 WR |
| 2     | Frankreich  | Hugues Duboscq        | 00:58,64 ER |
| 3     | Südafrika   | Cameron van der Burgh | 00:58,95    |
| 4     | USA         | Eric Shanteau         | 00:58,98    |
| 5     | Ukraine     | Ihor Boryssyk         | 00:59,23    |
| 6     | Litauen     | Giedrius Titenis      | 00:59,27    |
| 7     | Deutschland | Hendrik Feldwehr      | 00:59,33    |
| 8     | Brasilien   | Henrique Barbosa      | 00:59,54    |

- Johannes Neumann belegte mit 59,85 s im Halbfinale Platz 12.
- Hunor Mate belegte mit 1:00,78 min im Vorlauf Platz 27.
- Maxim Podoprigora belegte mit 1:01,59 min im Vorlauf Platz 43.
- Benjamin Le Maguet belegte mit 1:04,02 min im Vorlauf Platz 75.

#### 200 m Brust
Finale am 31. Juli
| Platz | Land       | Athlet             | Zeit        |
| ----- | ---------- | ------------------ | ----------- |
| 1     | Ungarn     | Dániel Gyurta      | 02:07,64 ER |
| 2     | USA        | Eric Shanteau      | 02:07,65    |
| 3     | Australien | Christian Sprenger | 02:07,80    |
| 3     | Litauen    | Giedrius Titenis   | 02:07,80    |
| 5     | Australien | Brenton Rickard    | 02:08,23    |
| 6     | Italien    | Edoardo Giorgetti  | 02:08,86    |
| 7     | Brasilien  | Henrique Barbosa   | 02:09,35    |
| 8     | Italien    | Loris Facci        | 02:10,26    |

- Marco Koch belegte mit 2:09,44 min im Halbfinale Platz 12.
- Maxim Podoprigora belegte mit 2:11,17 min im Vorlauf Platz 19.
- Johannes Neumann belegte mit 2:12,12 min im Vorlauf Platz 24.
- Hunor Mate belegte mit 2:12,64 min im Vorlauf Platz 28.
- Christian Sprenger konnte am 30. Juli 2009 im Halbfinale mit 2:07,31 min einen neuen WR aufstellen.[9]

### Lagen

#### 200 m Lagen
Finale am 30. Juli
| Platz | Land            | Athlet         | Zeit        |
| ----- | --------------- | -------------- | ----------- |
| 1     | USA             | Ryan Lochte    | 01:54,10 WR |
| 2     | Ungarn          | László Cseh    | 01:55,24    |
| 3     | USA             | Eric Shanteau  | 01:55,36    |
| 4     | Brasilien       | Thiago Pereira | 01:55,55    |
| 5     | Australien      | Leith Brodie   | 01:56,69    |
| 6     | Verein. Königr. | James Goddard  | 01:57,93    |
| 7     | Japan           | Ken Takakuwa   | 01:58,02    |
| 8     | Ungarn          | Gergő Kis      | 01:59,32    |

- Yannick Lebherz belegte mit 1:59,54 min im Halbfinale Platz 13.
- Dinko Jukić belegte mit 2:02,60 min im Vorlauf Platz 41.
- Dominik Dür belegte mit 2:03,59 min im Vorlauf Platz 43.

#### 400 m Lagen
Finale am 2. August
| Platz | Land            | Athlet            | Zeit     |
| ----- | --------------- | ----------------- | -------- |
| 1     | USA             | Ryan Lochte       | 04:07,01 |
| 2     | USA             | Scott Tyler Clary | 04:07,31 |
| 3     | Ungarn          | László Cseh       | 04:07,37 |
| 4     | Brasilien       | Thiago Pereira    | 04:08,86 |
| 5     | Ungarn          | Gergő Kis         | 04:10,40 |
| 6     | Israel          | Gal Nevo          | 04:12,33 |
| 7     | Italien         | Luca Marin        | 04:13,63 |
| 7     | Verein. Königr. | Thomas Haffield   | 04:13,63 |

- Dinko Jukić belegte mit 4:18,38 min im Vorlauf Platz 20.
- Yannick Lebherz belegte mit 4:18,43 min im Vorlauf Platz 21.
- Dominik Dür belegte mit 4:22,04 min im Vorlauf Platz 27.

### Staffel

#### 4 × 100 m Freistil
Finale am 26. Juli
| Platz | Land            | Athleten                                                                    | Zeit        |
| ----- | --------------- | --------------------------------------------------------------------------- | ----------- |
| 1     | USA             | - Michael Phelps - Ryan Lochte - Matthew Grevers - Nathan Adrian            | 03:09,21 CR |
| 2     | Russland        | - Jewgeni Lagunow - Andrei Gretschin - Danila Isotow - Alexander Suchorukow | 03:09,52    |
| 3     | Frankreich      | - Fabien Gilot - Alain Bernard - Grégory Mallet - Frédérick Bousquet        | 03:09,89    |
| 4     | Brasilien       | - César Cielo Filho - Nicolas Oliveira - Guilherme Santos - Fernando Silva  | 03:10,80    |
| 5     | Italien         | - Alessandro Calvi - Christian Galenda - Marco Orsi - Filippo Magnini       | 03:11,93    |
| 5     | Südafrika       | - Lyndon Ferns - Graeme Moore - Darian Townsend - Roland Schoeman           | 03:11,93    |
| 7     | Verein. Königr. | - Adam Brown - Simon Burnett - Liam Tancock - Ross Davenport                | 03:12,09    |
| 8     | Australien      | - Matthew Abood - Matthew Targett - Andrew Lauterstein - Tommaso D’Orsogna  | 03:12,40    |

- Die Staffel der  Schweiz belegte mit 3:16,13 min im Vorlauf Platz 12.

#### 4 × 200 m Freistil
Finale am 31. Juli
| Platz | Land            | Athleten                                                                         | Zeit        |
| ----- | --------------- | -------------------------------------------------------------------------------- | ----------- |
| 1     | USA             | - Michael Phelps - Ricky Berens - David Walters - Ryan Lochte                    | 06:58,55 WR |
| 2     | Russland        | - Nikita Lobinzew - Michail Polischtschuk - Danila Isotow - Alexander Suchorukow | 06:59,15 ER |
| 3     | Australien      | - Kenrick Monk - Robert Hurley - Tommaso D’Orsogna - Patrick Murphy              | 07:01,65 OR |
| 4     | Japan           | - Sho Uchida - Yoshihiro Okamura - Shogo Hihara - Takeshi Matsuda                | 07:02,26    |
| 5     | Deutschland     | - Paul Biedermann - Felix Wolf - Yannick Lebherz - Clemens Rapp                  | 07:03,19    |
| 6     | Italien         | - Emiliano Brembilla - Gianluca Maglia - Marco Belotti - Filippo Magnini         | 07:03,48    |
| 7     | Verein. Königr. | - Robert Renwick - Robert Bale - David Carry - Ross Davenport                    | 07:05,67    |
| 8     | Südafrika       | - Jean Basson - Darian Townsend - Jan Albert Venter - Sebastien Rousseau         | 07:08,51    |

- Die Staffel der  Schweiz belegte mit 7:22,63 min im Vorlauf Platz 17.

#### 4 × 100 m Lagen
Finale am 2. August
| Platz | Land            | Athleten                                                                        | Zeit        |
| ----- | --------------- | ------------------------------------------------------------------------------- | ----------- |
| 1     | USA             | - Aaron Peirsol - Eric Shanteau - Michael Phelps - David Walters                | 03:27,28 WR |
| 2     | Deutschland     | - Helge Meeuw - Hendrik Feldwehr - Benjamin Starke - Paul Biedermann            | 03:28,58 ER |
| 3     | Australien      | - Ashley Delaney - Brenton Rickard - Andrew Lauterstein - Matthew Targett       | 03:28,64    |
| 4     | Brasilien       | - Guilherme Guido - Henrique Barbosa - Gabriel Mangabeira - César Cielo Filho   | 03:29,16    |
| 5     | Frankreich      | - Jérémy Stravius - Hugues Duboscq - Clément Lefert - Alain Bernard             | 03:29,73    |
| 6     | Russland        | - Arkadi Wjattschanin - Grigori Falko - Jewgeni Korotyschkin - Andrei Gretschin | 03:30,60    |
| 7     | Japan           | - Jun’ya Koga - Ryō Tateishi - Takurō Fujii - Rammaru Harada                    | 03:30,91    |
| DSQ   | Verein. Königr. | - Liam Tancock - James Gibson - Michael Rock - Simon Burnett                    |             |

- Die Staffel der  Schweiz belegte in 3:41,10 min im Vorlauf Platz 26.

### Freiwasserschwimmen

#### 5 Kilometer
Finale am 21. Juli
| Platz | Land         | Athlet                 | Zeit    |
| ----- | ------------ | ---------------------- | ------- |
| 1     | Deutschland  | Thomas Lurz            | 56:26,9 |
| 2     | Griechenland | Spyros Gianniotis      | 56:27,2 |
| 3     | Südafrika    | Chad Ho                | 56:41,9 |
| 4     | Italien      | Luca Ferretti          | 56:44,3 |
| 5     | USA          | Andrew Gemmell         | 56:44,9 |
| 6     | Frankreich   | Loic Branda            | 56:47,0 |
| 7     | USA          | Fran Crippen           | 56:47,1 |
| 8     | Spanien      | Diego Nogueira Montero | 56:47,2 |

- Jan Wolfgarten belegte Platz 21 in 57:31,7 min.

#### 10 Kilometer
Finale am 22. Juli
| Platz | Land         | Athlet                      | Zeit      |
| ----- | ------------ | --------------------------- | --------- |
| 1     | Deutschland  | Thomas Lurz                 | 1:52:06,9 |
| 2     | USA          | Andrew Gemmell              | 1:52:08,3 |
| 3     | USA          | Fran Crippen                | 1:52:10,7 |
| 4     | Italien      | Valerio Cleri               | 1:52:11,4 |
| 5     | Belgien      | Brian Ryckeman              | 1:52:13,1 |
| 6     | Griechenland | Spyros Gianniotis           | 1:52:13,6 |
| 7     | Spanien      | Francisco José Hervás Jodar | 1:52:14,7 |
| 8     | Australien   | Trent Grimsey               | 1:52:14,8 |

- Christian Reichert belegte in 1:54:09,9 h Platz 27.

#### 25 Kilometer
Finale am 25. Juli
| Platz | Land       | Athlet              | Zeit      |
| ----- | ---------- | ------------------- | --------- |
| 1     | Italien    | Valerio Cleri       | 5:26:31,6 |
| 2     | Australien | Trent Grimsey       | 5:26:50,7 |
| 3     | Russland   | Wladimir Djattschin | 5:29:29,3 |
| 4     | Belgien    | Brian Ryckeman      | 5:30:18,4 |
| 5     | Frankreich | Loïc Branda         | 5:30:20,9 |
| 6     | Frankreich | Bertrand Venturi    | 5:30:22,9 |
| 7     | Australien | Brendan L. Capell   | 5:30:27,5 |
| 8     | Tschechien | Rostislav Vítek     | 5:32:38,8 |

- Aus  Deutschland,  Schweiz und  Österreich waren keine Teilnehmer am Start.

## Schwimmen Frauen

### Freistil

#### 50 m Freistil
Finale am 2. August
| Platz | Land            | Athletin          | Zeit        |
| ----- | --------------- | ----------------- | ----------- |
| 1     | Deutschland     | Britta Steffen    | 00:23,73 WR |
| 2     | Schweden        | Therese Alshammar | 00:23,88    |
| 3     | Australien      | Cate Campbell     | 00:23,99    |
| 3     | Niederlande     | Marleen Veldhuis  | 00:23,99    |
| 5     | Verein. Königr. | Francesca Halsall | 00:24,11    |
| 6     | Australien      | Lisbeth Trickett  | 00:24,19    |
| 7     | USA             | Amanda Weir       | 00:24,23    |
| 8     | USA             | Dara Torres       | 00:24,48    |

- Fabienne Nadarajah belegte mit 25,97 s im Vorlauf Platz 42.

#### 100 m Freistil
Finale am 31. Juli
| Platz | Land            | Athletin            | Zeit        |
| ----- | --------------- | ------------------- | ----------- |
| 1     | Deutschland     | Britta Steffen      | 00:52,07 WR |
| 2     | Verein. Königr. | Francesca Halsall   | 00:52,87    |
| 3     | Australien      | Lisbeth Trickett    | 00:52,93    |
| 4     | USA             | Amanda Weir         | 00:53,12    |
| 5     | USA             | Dana Vollmer        | 00:53,30    |
| 6     | Niederlande     | Ranomi Kromowidjojo | 00:53,37    |
| 7     | Dänemark        | Jeanette Ottesen    | 00:53,70    |
| 8     | Ungarn          | Evelyn Verrasztó    | 00:53,92    |

- Daniela Schreiber belegte mit 53,76 s im Halbfinale Platz 9.
- Birgit Koschischek belegte mit 55,76 s im Vorlauf Platz 26.
- Verena Klocker belegte mit 56,79 s im Vorlauf Platz 57.

#### 200 m Freistil
Finale am 29. Juli
| Platz | Land                | Athletin            | Zeit        |
| ----- | ------------------- | ------------------- | ----------- |
| 1     | Italien             | Federica Pellegrini | 01:52,98 WR |
| 2     | USA                 | Allison Schmitt     | 01:54,96    |
| 3     | USA                 | Dana Vollmer        | 01:55,64    |
| 4     | Verein. Königr.     | Joanne Jackson      | 01:55,88    |
| 5     | Volksrepublik China | Yang Yu             | 01:56,28    |
| 6     | Volksrepublik China | Pang Jiaying        | 01:56,47    |
| 7     | Ungarn              | Ágnes Mutina        | 01:56,70    |
| 8     | Ungarn              | Evelyn Verrasztó    | 01:57,50    |

- Jördis Steinegger belegte mit 1:59,11 min im Vorlauf Platz 21.
- Verena Klocker belegte mit 2:01,58 min im Vorlauf Platz 32.
- Federica Pellegrini konnte bereits am 28. Juli 2009 im Halbfinale mit 1:53,67 min einen neuen WR aufstellen.[10]

#### 400 m Freistil
Finale am 26. Juli
| Platz | Land            | Athletin                 | Zeit        |
| ----- | --------------- | ------------------------ | ----------- |
| 1     | Italien         | Federica Pellegrini      | 03:59,15 WR |
| 2     | Verein. Königr. | Joanne Jackson           | 04:00,60    |
| 3     | Verein. Königr. | Rebecca Adlington        | 04:00,79    |
| 5     | Frankreich      | Coralie Balmy            | 04:03,29    |
| 5     | USA             | Allison Schmitt          | 04:03,29    |
| 6     | Rumänien        | Camelia Potec            | 04:03,41    |
| 7     | Frankreich      | Ophélie-Cyrielle Étienne | 04:04,54    |
| 8     | Dänemark        | Lotte Friis              | 04:07,62    |

- Jördis Steinegger belegte mit 4:09,30 min im Vorlauf Platz 11.

#### 800 m Freistil
Finale am 1. August
| Platz | Land            | Athletin                 | Zeit     |
| ----- | --------------- | ------------------------ | -------- |
| 1     | Dänemark        | Lotte Friis              | 08:15,92 |
| 2     | Verein. Königr. | Joanne Jackson           | 08:16,66 |
| 3     | Italien         | Alessia Filippi          | 08:17,21 |
| 4     | Verein. Königr. | Rebecca Adlington        | 08:17,90 |
| 5     | Rumänien        | Camelia Potec            | 08:20,44 |
| 6     | Spanien         | Erika Villaécija         | 08:25,97 |
| 7     | Frankreich      | Ophélie-Cyrielle Étienne | 08:26,35 |
| 8     | Südafrika       | Wendy Trott              | 08:29,61 |

- Jördis Steinegger belegte mit 8:36,82 min im Vorlauf Platz 16.
- Swann Oberson belegte mit 8:44,93 min im Vorlauf Platz 26.
- Iris Matthey-Jaquet belegte mit 8:49,28 min im Vorlauf Platz 31.
- Nina Dittrich belegte mit 8:51,65 min im Vorlauf Platz 33.

#### 1500 m Freistil
Finale am 28. Juli
| Platz | Land       | Athletin         | Zeit        |
| ----- | ---------- | ---------------- | ----------- |
| 1     | Italien    | Alessia Filippi  | 15:44,93 ER |
| 2     | Dänemark   | Lotte Friis      | 15:46,30    |
| 3     | Rumänien   | Camelia Potec    | 15:55,63    |
| 4     | Chile      | Kristel Köbrich  | 15:57,57    |
| 5     | Spanien    | Erika Villaécija | 16:00,25    |
| 6     | Südafrika  | Wendy Trott      | 16:09,22    |
| 7     | Australien | Melissa Gorman   | 16:09,66    |
| 8     | USA        | Chloe Sutton     | 16:16,10    |

- Isabelle Härle belegte mit 16:33,79 min im Vorlauf Platz 18.
- Nina Dittrich belegte mit 16:34,02 min im Vorlauf Platz 19.
- Swann Oberson belegte mit 16:44,08 min im Vorlauf Platz 27.
- Iris Matthey-Jaquet belegte mit 16:51,99 min im Vorlauf Platz 28.

### Schmetterling

#### 50 m Schmetterling
Finale am 1. August
| Platz | Land                | Athletin          | Zeit     |
| ----- | ------------------- | ----------------- | -------- |
| 1     | Australien          | Marieke Guehrer   | 00:25,48 |
| 2     | Volksrepublik China | Zhou Yafei        | 00:25,57 |
| 3     | Norwegen            | Ingvild Snildal   | 00:25,58 |
| 4     | Schweden            | Therese Alshammar | 00:25,59 |
| 5     | Niederlande         | Marleen Veldhuis  | 00:25,63 |
| 6     | Schweden            | Sarah Sjöström    | 00:25,66 |
| 7     | Frankreich          | Diane Bui Duyet   | 00:25,92 |
| 8     | Brasilien           | Daynara de Paula  | 00:26,12 |

- Daniela Samulski belegte mit 26,33 s im Halbfinale Platz 16.
- Fabienne Nadarajah belegte mit 26,55 s im Vorlauf Platz 22.
- Laetitia Perez belegte mit 27,61 s im Vorlauf Platz 49.
- Marleen Veldhuis konnte am 31. Juli 2009 im ersten Lauf des Halbfinales mit 25,28 s einen neuen WR aufstellen.[11]
- Therese Alshammar konnte dann im zweiten Lauf des Halbfinale mit 25,07 s ebenfalls einen neuen WR aufstellen.[12]

#### 100 m Schmetterling
Finale am 27. Juli
| Platz | Land                | Athletin          | Zeit        |
| ----- | ------------------- | ----------------- | ----------- |
| 1     | Schweden            | Sarah Sjöström    | 00:56,06 WR |
| 2     | Australien          | Jessicah Schipper | 00:56,23    |
| 3     | Volksrepublik China | Jiao Liuyang      | 00:56,86    |
| 4     | Frankreich          | Aurore Mongel     | 00:56,89    |
| 5     | Brasilien           | Gabriella Silva   | 00:56,94    |
| 5     | USA                 | Dana Vollmer      | 00:56,94    |
| 7     | Norwegen            | Ingvild Snildal   | 00:56,96    |
| 8     | Niederlande         | Marleen Veldhuis  | 00:57,79    |

- Annika Mehlhorn belegte mit 57,90 s im Halbfinale Platz 14.
- Martina van Berkel belegte mit 59,87 s in den Vorläufen Platz 34.
- Birgit Koschischek belegte mit 59,93 s in den Vorläufen Platz 35.
- Laetitia Perez belegte mit 1:00,67 min in den Vorläufen Platz 44.
- Sarah Sjöström konnte bereits am 26. Juli 2009 im Halbfinale mit 56,44 s einen neuen WR aufstellen.[13]

#### 200 m Schmetterling
Finale am 30. Juli
| Platz | Land                | Athletin          | Zeit        |
| ----- | ------------------- | ----------------- | ----------- |
| 1     | Australien          | Jessicah Schipper | 02:03,41 WR |
| 2     | Volksrepublik China | Liu Zige          | 02:03,90    |
| 3     | Ungarn              | Katinka Hosszú    | 02:04,28 ER |
| 4     | USA                 | Mary Descenza     | 02:04,41    |
| 5     | Volksrepublik China | Jiao Liuyang      | 02:04,50    |
| 6     | Frankreich          | Aurore Mongel     | 02:05,48    |
| 7     | Kanada              | Audrey Lacroix    | 02:05,95    |
| 8     | Australien          | Samantha Hamill   | 02:06,11    |

- Annika Mehlhorn belegte mit 2:07,43 min im Halbfinale Platz 10.
- Martina van Berkel belegte mit 2:11,41 min im Vorlauf Platz 25.
- Nina Dittrich belegte mit 2:15,95 min im Vorlauf Platz 37.
- Mary Descenza konnte am 29. Juli 2009 im Halbfinale mit 2:04,14 min einen neuen WR aufstellen.[14]

### Rücken

#### 50 m Rücken
Finale am 30. Juli
| Platz | Land                | Athletin                 | Zeit        |
| ----- | ------------------- | ------------------------ | ----------- |
| 1     | Volksrepublik China | Zhao Jing                | 00:27,06 WR |
| 2     | Deutschland         | Daniela Samulski         | 00:27,23 ER |
| 3     | Volksrepublik China | Gao Chang                | 00:27,28    |
| 4     | Russland            | Anastassija Sujewa       | 00:27,31    |
| 5     | Belarus             | Aljaksandra Herassimenja | 00:27,62    |
| 6     | Australien          | Sophie Edington          | 00:27,73    |
| 7     | Australien          | Emily Seebohm            | 00:27,83    |
| 8     | Brasilien           | Fabiola Molina           | 00:27,88    |

- Fabienne Nadarajah belegte mit 28,72 s im Vorlauf Platz 18.
- Ivana Gabrilo belegte mit 29,51 s im Vorlauf Platz 41.
- Daniela Samulski konnte am 29. Juli 2009 im ersten Lauf des Halbfinales mit 27,39 s einen neuen WR aufstellen.[15]
- Anastassija Sujewa konnte dann im zweiten Lauf des Halbfinales mit 27,38 s ebenfalls einen neuen WR aufstellen.[15]

#### 100 m Rücken
Finale am 28. Juli
| Platz | Land                | Athletin           | Zeit        |
| ----- | ------------------- | ------------------ | ----------- |
| 1     | Verein. Königr.     | Gemma Spofforth    | 00:58,12 WR |
| 2     | Russland            | Anastassija Sujewa | 00:58,18    |
| 3     | Australien          | Emily Seebohm      | 00:58,88    |
| 4     | Japan               | Shiho Sakai        | 00:59,14    |
| 5     | Volksrepublik China | Zhao Jing          | 00:59,28    |
| 6     | USA                 | Hayley McGregory   | 00:59,42    |
| 7     | Verein. Königr.     | Elizabeth Simmonds | 00:59,71    |
| 8     | Simbabwe            | Kirsty Coventry    | 00:59,74    |

- Daniela Samulski belegte mit 59,77 s im Halbfinale Platz 9.
- Martina van Berkel belegte mit 1:03,44 min im Vorlauf Platz 43.
- Anastassija Sujewa konnte am 27. Juli 2009 im Halbfinale mit 58,48 s einen neuen WR aufstellen.[16]

#### 200 m Rücken
Finale am 1. August
| Platz | Land            | Athletin           | Zeit        |
| ----- | --------------- | ------------------ | ----------- |
| 1     | Simbabwe        | Kirsty Coventry    | 02:04,81 WR |
| 2     | Russland        | Anastassija Sujewa | 02:04,94 ER |
| 3     | USA             | Elizabeth Beisel   | 02:06,39    |
| 4     | Verein. Königr. | Gemma Spofforth    | 02:06,66    |
| 5     | Verein. Königr. | Elizabeth Simmonds | 02:07,98    |
| 6     | USA             | Elizabeth Pelton   | 02:08,04    |
| 7     | Frankreich      | Alexianne Castel   | 02:08,13    |
| 8     | Japan           | Aya Terakawa       | 02:08,89    |

- Martina van Berkel belegte mit 2:17,05 min im Vorlauf Platz 34.

### Brust

#### 50 m Brust
Finale am 2. August
| Platz | Land        | Athletin        | Zeit        |
| ----- | ----------- | --------------- | ----------- |
| 1     | Russland    | Julija Jefimowa | 00:30,09 WR |
| 2     | USA         | Rebecca Soni    | 00:30,11    |
| 3     | Australien  | Sarah Katsoulis | 00:30,16    |
| 4     | Niederlande | Moniek Nijhuis  | 00:30,46    |
| 5     | Kanada      | Annamay Pierse  | 00:30,53    |
| 6     | USA         | Kasey Carlson   | 00:30,65    |
| 7     | Kanada      | Amanda Reason   | 00:30,67    |
| 8     | Australien  | Tarnee White    | 00:30,91    |

- Kerstin Vogel belegte mit 31,04 s im Halbfinale Platz 11.
- Caroline Ruhnau und  Mirna Jukić belegten mit je 31,32 s im Vorlauf Platz 21.

#### 100 m Brust
Finale am 28. Juli
| Platz | Land        | Athletin              | Zeit        |
| ----- | ----------- | --------------------- | ----------- |
| 1     | USA         | Rebecca Soni          | 01:04,93    |
| 2     | Russland    | Julija Jefimowa       | 01:05,41 ER |
| 3     | USA         | Kasey Carlson         | 01:05,75    |
| 4     | Australien  | Sarah Katsoulis       | 01:05,86    |
| 5     | Kanada      | Annamay Pierse        | 01:06,37    |
| 6     | Dänemark    | Rikke Møller-Pedersen | 01:06,38    |
| 7     | Österreich  | Mirna Jukić           | 01:06,75    |
| 8     | Deutschland | Sarah Poewe           | 01:07,01    |

- Caroline Ruhnau belegte mit 1:07,60 min im Halbfinale Platz 14.
- Patrizia Humplik belegte mit 1:10,99 min im Vorlauf Platz 48.
- Rebecca Soni konnte im Halbfinale mit 1:04,84 min einen neuen WR aufstellen.[18]

#### 200 m Brust
Finale am 31. Juli
| Platz | Land       | Athletin       | Zeit        |
| ----- | ---------- | -------------- | ----------- |
| 1     | Serbien    | Nađa Higl      | 02:21,62 ER |
| 2     | Kanada     | Annamay Pierse | 02:21,84    |
| 3     | Österreich | Mirna Jukić    | 02:21,97    |
| 4     | USA        | Rebecca Soni   | 02:22,15    |
| 5     | Japan      | Rie Kaneto     | 02:23,03    |
| 6     | Japan      | Nanaka Tamura  | 02:23,12    |
| 7     | Kanada     | Martha McCabe  | 02:23,36    |
| 8     | Schweden   | Joline Höstman | 02:23,62    |

- Caroline Ruhnau belegte mit 2:25,36 min im Halbfinale Platz 13.
- Patrizia Humplik belegte mit 2:30,27 min im Vorlauf Platz 32.
- Annamay Pierse konnte am 30. Juli 2009 im Halbfinale mit 2:20,12 min einen neuen WR aufstellen.[19]

### Lagen

#### 200 m Lagen
Finale am 27. Juli
| Platz | Land            | Athletin            | Zeit        |
| ----- | --------------- | ------------------- | ----------- |
| 1     | USA             | Ariana Kukors       | 02:06,15 WR |
| 2     | Australien      | Stephanie Rice      | 02:07,03    |
| 3     | Ungarn          | Katinka Hosszú      | 02:07,46 ER |
| 4     | Simbabwe        | Kirsty Coventry     | 02:08,94    |
| 5     | Dänemark        | Julie Hjorth-Hansen | 02:09,73    |
| 6     | Verein. Königr. | Hannah Miley        | 02:09,91    |
| 7     | Ungarn          | Evelyn Verrasztó    | 02:09,98    |
| 8     | Frankreich      | Camille Muffat      | 02:10,85    |

- Marina Ribi belegte mit 2:15,65 min im Vorlauf Platz 30.
- Ariana Kukors konnte bereits am 26. Juli 2009 im Halbfinale mit 2:07,03 min einen neuen WR aufstellen.[20]

#### 400 m Lagen
Finale am 2. August
| Platz | Land            | Athletin          | Zeit        |
| ----- | --------------- | ----------------- | ----------- |
| 1     | Ungarn          | Katinka Hosszú    | 04:30,31 ER |
| 2     | Simbabwe        | Kirsty Coventry   | 04:32,12    |
| 3     | Australien      | Stephanie Rice    | 04:32,29    |
| 4     | Verein. Königr. | Hannah Miley      | 04:32,72    |
| 5     | USA             | Elizabeth Beisel  | 04:34,90    |
| 6     | USA             | Julia Smit        | 04:35,33    |
| 7     | Ungarn          | Zsuzsanna Jakabos | 04:37,85    |
| 8     | Kanada          | Tanya Hunks       | 04:38,15    |

- Annika Mehlhorn belegte mit 4:41,20 min im Vorlauf Platz 15.
- Jördis Steinegger belegte mit 4:49,74 min im Vorlauf Platz 29.
- Marina Ribi belegte mit 4:50,53 min im Vorlauf Platz 30.
- Nina Dittrich belegte mit 4:55,10 min im Vorlauf Platz 34.

### Staffel

#### 4 × 100 m Freistil
Finale am 26. Juli
| Platz | Land                | Athletinnen                                                                  | Zeit        |
| ----- | ------------------- | ---------------------------------------------------------------------------- | ----------- |
| 1     | Niederlande         | - Inge Dekker - Ranomi Kromowidjojo - Femke Heemskerk - Marleen Veldhuis     | 03:31,72 WR |
| 2     | Deutschland         | - Britta Steffen WR - Daniela Samulski - Petra Dallmann - Daniela Schreiber  | 03:31,82    |
| 3     | Australien          | - Lisbeth Trickett - Marieke Guehrer - Shayne Reese - Felicity Galvez        | 03:33,01    |
| 4     | USA                 | - Amanda Weir - Dara Torres - Christine Magnuson - Dana Vollmer              | 03:35,23    |
| 5     | Schweden            | - Therese Alshammar - Josefin Lillhage - Sarah Sjöström - Gabriella Fagundez | 03:35,35    |
| 6     | Volksrepublik China | - Li Zhesi - Zhu Qian Wei - Tang Yi - Pang Jiaying                           | 03:35,63    |
| 7     | Verein. Königr.     | - Francesca Halsall - Caitlin McClatchey - Katherine Wyld - Amy Smith        | 03:36,99    |
| 8     | Ungarn              | - Eszter Dara - Evelyn Verrasztó - Ágnes Mutina - Katinka Hosszú             | 03:39,53    |

- Britta Steffen schwamm als Startschwimmerin einen neuen Weltrekord über 100 Meter Freistil in 52,22 s.

#### 4 × 200 m Freistil
Finale am 30. Juli
| Platz | Land                | Athletinnen                                                                 | Zeit        |
| ----- | ------------------- | --------------------------------------------------------------------------- | ----------- |
| 1     | Volksrepublik China | - Yang Yu - Zhu Qian Wei - Liu Jing - Pang Jiaying                          | 07:42,08 WR |
| 2     | USA                 | - Dana Vollmer - Lacey Nymeyer - Ariana Kukors - Allison Schmitt            | 07:42,56    |
| 3     | Verein. Königr.     | - Joanne Jackson - Jazmin Carlin - Caitlin McClatchey - Rebecca Adlington   | 07:45,51 ER |
| 4     | Italien             | - Renata Spagnolo - Alessia Filippi - Alice Carpanese - Federica Pellegrini | 07:46,57    |
| 5     | Australien          | - Ellen Fullerton - Stephanie Rice - Merindah Dingjan - Bronte Barratt      | 07:46,85    |
| 6     | Ungarn              | - Ágnes Mutina - Evelyn Verrasztó - Eszter Dara - Katinka Hosszú            | 07:48,04    |
| 7     | Frankreich          | - Coralie Balmy - Ophélie-Cyrielle Étienne - Sophie Huber - Camille Muffat  | 07:48,44    |
| 8     | Kanada              | - Genevieve Saumur - Julia Wilkinson - Alexandra Gabor - Heather MacLean    | 07:49,14    |

#### 4 × 100 m Lagen
Finale am 1. August
| Platz | Land                | Athletinnen                                                                 | Zeit        |
| ----- | ------------------- | --------------------------------------------------------------------------- | ----------- |
| 1     | Volksrepublik China | - Zhao Jing - Chen Huijia - Jiao Liuyang - Li Zhesi                         | 03:52,19 WR |
| 2     | Australien          | - Emily Seebohm - Sarah Katsoulis - Jessicah Schipper - Lisbeth Trickett    | 03:52,58    |
| 3     | Deutschland         | - Daniela Samulski - Sarah Poewe - Annika Mehlhorn - Britta Steffen         | 03:55,79 ER |
| 4     | Verein. Königr.     | - Gemma Spofforth - Lowri Tynan - Ellen Gandy - Francesca Halsall           | 03:57,03    |
| 5     | Niederlande         | - Femke Heemskerk - Lia Dekker - Inge Dekker - Ranomi Kromowidjojo          | 03:57,31    |
| 6     | Kanada              | - Julia Wilkinson - Annamay Pierse - Audrey Lacroix - Victoria Poon         | 03:57,87    |
| 7     | Japan               | - Shiho Sakai - Nanaka Tamura - Yuka Katō - Haruka Ueda                     | 03:57,93    |
| 8     | Brasilien           | - Fabiola Molina - Carolina Mussi - Gabriella Silva - Tatiana Lemos-Barbosa | 03:58,83    |

### Freiwasserschwimmen

#### 5 Kilometer
Finale am 21. Juli
| Platz | Land       | Athletin                 | Zeit    |
| ----- | ---------- | ------------------------ | ------- |
| 1     | Australien | Melissa Gorman           | 56:55,8 |
| 2     | Russland   | Larissa Iltschenko       | 56:56,3 |
| 3     | Brasilien  | Poliana Okimoto          | 56:59,3 |
| 4     | Spanien    | Yurema Requena Juárez    | 57:00,8 |
| 5     | Russland   | Jekaterina Seliwjorstowa | 57:04,7 |
| 6     | Chile      | Kristel Köbrich          | 57:17,1 |
| 7     | Venezuela  | Andreina Pinto           | 57:29,4 |
| 8     | Australien | Kate Brookes-Peterson    | 57:42,7 |

- Nadine Pastor belegte Platz 13 in 57:47,8 min.
- Swann Oberson belegte Platz 16 in 57:55,1 min.
- Britta Kamrau-Corestein belegte Platz 19 in 58:09,0 min.

#### 10 Kilometer
Finale am 22. Juli
| Platz | Land            | Athletin                 | Zeit      |
| ----- | --------------- | ------------------------ | --------- |
| 1     | Verein. Königr. | Keri-Anne Payne          | 2:01:37,1 |
| 2     | Russland        | Jekaterina Seliwjorstowa | 2:01:38,0 |
| 3     | Italien         | Martina Grimaldi         | 2:01:38,6 |
| 4     | Venezuela       | Andreina Pinto Pérez     | 2:01:40,8 |
| 5     | Deutschland     | Angela Maurer            | 2:01:40,9 |
| 6     | Niederlande     | Linsy Heister            | 2:01:41,0 |
| 7     | Brasilien       | Poliana Okimoto          | 2:01:41,5 |
| 8     | Spanien         | Margarita Domínguez      | 2:01:45,6 |

- Iris Matthey-Jaquet belegte in 2:02:04,6 h Platz 20.
- Stefanie Biller belegte in 2:02:07,1 h Platz 26.
- Swann Oberson gab während des Rennens auf.

#### 25 Kilometer
Finale am 25. Juli
| Platz | Land        | Athletin            | Zeit      |
| ----- | ----------- | ------------------- | --------- |
| 1     | Deutschland | Angela Maurer       | 5:47:48,0 |
| 2     | Russland    | Anna Uwarowa        | 5:47:51,9 |
| 3     | Italien     | Federica Vitale     | 5:47:52,7 |
| 4     | Spanien     | Margarita Domínguez | 5:48:37,6 |
| 5     | Frankreich  | Celia Barrot        | 5:49:00,7 |
| 6     | Niederlande | Linsy Heister       | 5:49:08,1 |
| 7     | Italien     | Martina Grimaldi    | 5:49:36,7 |
| 8     | Deutschland | Stefanie Biller     | 5:50:08,8 |

## Synchronschwimmen

### Kombination
Finale am 22. Juli
| Platz | Land                | Athletinnen | Punkte |
| ----- | ------------------- | --- | ------ |
| 1     | Spanien             | Alba María Cabello Ona Carbonell Raquel Corral Margalida Crespí Andrea Fuentes Thaïs Henríquez Paula Klamburg Gemma Mengual Gisela Morón Irina Rodríguez     | 98,333 |
| 2     | Volksrepublik China | Huang Xuechen Jiang Tingting Jiang Wenwen Liu Ou Luo Xi Shi Xin Sun Wenyan Wang Na Wu Yiwen Zhang Xiaohuan                                                   | 97,667 |
| 3     | Kanada              | Marie-Pier Boudreau-Gagnon Camille Bowness Jo-Annie Fortin Sandy Gill Chloé Isaac Ève Lamoureux Stéphanie Leclair Élise Marcotte Karine Thomas Valérie Welsh | 96,167 |

- Das Team aus  Deutschland schied im Vorkampf als 13. mit 80,167 Pkt. aus.

### Solo (technisches Programm)
Finale am 20. Juli
| Platz | Land     | Athletin                   | Punkte |
| ----- | -------- | -------------------------- | ------ |
| 1     | Russland | Natalja Ischtschenko       | 98,667 |
| 2     | Spanien  | Gemma Mengual              | 97,833 |
| 3     | Kanada   | Marie-Pier Boudreau-Gagnon | 96,000 |

- Stephanie Jost wurde 11. mit 87,167 Pkt.
- Nadine Brandl schied im Vorkampf als 13. mit 85,833 Pkt. aus.
- Melanie Zillich schied im Vorkampf als 15. mit 79,833 Pkt. aus.

### Duett (technisches Programm)
Finale am 21. Juli
| Platz | Land                | Athletinnen                              | Punkte |
| ----- | ------------------- | ---------------------------------------- | ------ |
| 1     | Russland            | Anastassija Dawydowa Swetlana Romaschina | 98,667 |
| 2     | Spanien             | Andrea Fuentes Gemma Mengual             | 97,333 |
| 3     | Volksrepublik China | Jiang Tingting Jiang Wenwen              | 95,667 |

- Sarah Amrein und Stephanie Jost schieden im Vorkampf als 16. mit 86,000 Pkt. aus.
- Nadine Brandl und Elisabeth Mahn schieden im Vorkampf als 18. mit 85,500 Pkt. aus.
- Wiebke Jeske und Edith Zeppenfeld schieden im Vorkampf als 20. mit 80,500 Pkt. aus.

### Team (technisches Programm)
Finale am 19. Juli
| Platz | Land                | Athletinnen | Punkte |
| ----- | ------------------- | --- | ------ |
| 1     | Russland            | Darja Korobowa Anna Nassekina Alexandra Pazkewitsch Wiktorija Schestakowitsch Jelisaweta Stepanowa Alla Schischkina Anschelika Timanina Sofja Wolkowa | 98,833 |
| 2     | Spanien             | Ona Carbonell Raquel Corral Margalida Crespí Andrea Fuentes Thaïs Henríquez Paula Klamburg Irina Rodríguez Cristina Salvador                          | 97,833 |
| 3     | Volksrepublik China | Huang Xuechen Jiang Tingting Jiang Wenwen Liu Ou Luo Xi Wang Na Wu Yiwen Zhang Xiaohuan                                                               | 96,667 |

- Das Team der  Schweiz belegte im Vorkampf Platz 16 mit 84,167 Pkt.

### Solo (freies Programm)
Finale am 23. Juli
| Platz | Land     | Athletin             | Punkte |
| ----- | -------- | -------------------- | ------ |
| 1     | Russland | Natalja Ischtschenko | 98,833 |
| 2     | Spanien  | Gemma Mengual        | 98,833 |
| 3     | Italien  | Beatrice Adelizzi    | 95,500 |

- Nadine Brandl schied als 13. im Vorkampf mit 86,500 Pkt. aus.
- Pamela Fischer schied als 14. im Vorkampf mit 85,500 Pkt. aus.
- Melanie Zillich schied als 16. im Vorkampf mit 80,000 Pkt. aus.

### Duett (freies Programm)
Finale am 24. Juli
| Platz | Land                | Athletinnen                              | Punkte |
| ----- | ------------------- | ---------------------------------------- | ------ |
| 1     | Russland            | Natalja Ischtschenko Swetlana Romaschina | 98,833 |
| 2     | Spanien             | Andrea Fuentes Gemma Mengual             | 98,333 |
| 3     | Volksrepublik China | Jiang Tingting Jiang Wenwen              | 97,000 |

- Sowohl  Sarah Amrein und Stephanie Jost als auch  Nadine Brandl und Elisabeth Mahn schieden als geteilte 17. im Vorkampf mit je 84,500 Pkt. aus.
- Wiebke Jeske und Edith Zeppenfeld schieden als 22. des Vorkampfes mit 80,000 Pkt. aus.

### Team (freies Programm)
Finale am 25. Juli
| Platz | Land                | Athletinnen | Punkte |
| ----- | ------------------- | --- | ------ |
| 1     | Russland            | Anastassija Dawydowa Natalja Ischtschenko Darja Korobowa Anna Nassekina Alexandra Pazkewitsch Swetlana Romaschina Alla Schischkina Anschelika Timanina | 99,167 |
| 2     | Spanien             | Ona Carbonell Raquel Corral Margalida Crespí Andrea Fuentes Thaïs Henríquez Paula Klamburg Gemma Mengual Irina Rodríguez                               | 98,167 |
| 3     | Volksrepublik China | Huang Xuechen Jiang Tingting Jiang Wenwen Liu Ou Luo Xi Wang Na Wu Yiwen Zhang Xiaohuan                                                                | 97,167 |

- Das Team der  Schweiz schied als 16. des Vorkampfes mit 84,334 Pkt. aus.
- Das Team aus  Deutschland schied als 17. des Vorkampfes mit 79,833 Pkt. aus.

## Wasserspringen Männer

### 1 Meter
Finale am 17. Juli
| Platz | Land                   | Athlet            | Punkte |
| ----- | ---------------------- | ----------------- | ------ |
| 1     | Volksrepublik China    | Qin Kai           | 449,00 |
| 2     | Volksrepublik China    | Zhang Xinhua      | 445,90 |
| 3     | Australien             | Matthew Mitcham   | 440,20 |
| 4     | Vereinigtes Königreich | Peter Waterfield  | 432,60 |
| 5     | Ukraine                | Illja Kwascha     | 413,10 |
| 6     | Spanien                | Javier Illana     | 395,50 |
| 7     | Kanada                 | Eric Sehn         | 391,80 |
| 8     | Polen                  | Andrzej Rzeszutek | 369,25 |

- Pavlo Rozenberg belegte den 11. Platz mit 320,65 Pkt.
- Constantin Blaha schied im Vorkampf als 14. mit 350,40 Pkt. aus.
- Michel Annas schied im Vorkampf als 34. mit 231,25 Pkt. aus.

### 3 Meter
Finale am 23. Juli
| Platz | Land                | Athlet             | Punkte |
| ----- | ------------------- | ------------------ | ------ |
| 1     | Volksrepublik China | He Chong           | 505,20 |
| 2     | USA                 | Troy Dumais        | 498,40 |
| 3     | Kanada              | Alexandre Despatie | 490,30 |
| 4     | Volksrepublik China | Zhang Xinhua       | 487,75 |
| 5     | Brasilien           | César Castro       | 466,90 |
| 6     | Mexiko              | Yahel Castillo     | 459,90 |
| 7     | Spanien             | Javier Illana      | 452,10 |
| 8     | Vereinigte Staaten  | Chris Colwill      | 451,70 |

- Patrick Hausding belegte mit 426,45 Pkt. Platz 10.
- Constantin Blaha schied im Vorkampf als 25. mit 361,10 Pkt. aus.
- Pavlo Rozenberg schied im Vorkampf als 31. mit 355,30 Pkt. aus.

### 10 Meter
Finale am 21. Juli
| Platz | Land                | Athlet              | Punkte |
| ----- | ------------------- | ------------------- | ------ |
| 1     | Verein. Königr.     | Tom Daley           | 539,85 |
| 2     | Volksrepublik China | Qiu Bo              | 532,20 |
| 3     | Volksrepublik China | Zhou Lüxin          | 530,55 |
| 4     | Australien          | Matthew Mitcham     | 529,50 |
| 5     | Russland            | Alexei Krawtschenko | 493,90 |
| 6     | Vereinigte Staaten  | David Boudia        | 491,80 |
| 7     | Deutschland         | Sascha Klein        | 478,90 |
| 8     | Rumänien            | Constantin Popovici | 476,20 |

- Stefan Rudolph schied als 32. im Vorkampf mit 335,60 Pkt. aus.

### Synchron 3 Meter
Finale am 18. Juli
| Platz | Land                   | Athleten                                 | Punkte |
| ----- | ---------------------- | ---------------------------------------- | ------ |
| 1     | Volksrepublik China    | - Qin Kai - Wang Feng                    | 467,94 |
| 2     | USA                    | - Troy Dumais - Kristian Ipsen           | 445,59 |
| 3     | Kanada                 | - Alexandre Despatie - Reuben Ross       | 428,64 |
| 4     | Italien                | - Nicola Marconi - Tommaso Marconi       | 428,55 |
| 5     | Deutschland            | - Stephan Feck - Patrick Hausding        | 426,24 |
| 6     | Russland               | - Juri Kunakow - Dmitri Sautin           | 416,22 |
| 7     | Vereinigtes Königreich | - Nick Robinson-Baker - Ben Swain        | 413,46 |
| 8     | Kuba                   | - José Antonio Guerra - Jorge Betancourt | 413,19 |

### Synchron 10 Meter
Finale am 25. Juli
| Platz | Land                | Athleten                                  | Punkte |
| ----- | ------------------- | ----------------------------------------- | ------ |
| 1     | Volksrepublik China | - Huo Liang - Lin Yue                     | 482,58 |
| 2     | USA                 | - David Boudia - Thomas Finchum           | 456,84 |
| 3     | Kuba                | - José Antonio Guerra - Jeinkler Aguirre  | 456,60 |
| 4     | Deutschland         | - Sascha Klein - Patrick Hausding         | 455,76 |
| 5     | Italien             | - Andrea Chiarabini - Francesco Dell’Uomo | 411,03 |
| 6     | Südkorea            | - Kwon Kyung-min - Cho Kwan-hoon          | 408,84 |
| 7     | Kanada              | - Reuben Ross - Riley McCormick           | 406,98 |
| 8     | Mexiko              | - Iván García - Germán Sánchez            | 400,83 |

## Wasserspringen Frauen

### 1 Meter
Finale am 19. Juli
| Platz | Land                   | Athletin           | Punkte |
| ----- | ---------------------- | ------------------ | ------ |
| 1     | Russland               | Julia Pachalina    | 325,05 |
| 2     | Volksrepublik China    | Wu Minxia          | 311,90 |
| 3     | Volksrepublik China    | Wang Han           | 303,95 |
| 4     | Italien                | Tania Cagnotto     | 296,60 |
| 5     | Australien             | Sharleen Stratton  | 284,15 |
| 6     | Italien                | Maria Marconi      | 268,80 |
| 7     | Vereinigtes Königreich | Rebecca Gallantree | 267,55 |
| 8     | Vereinigte Staaten     | Christina Loukas   | 266,35 |

- Katja Dieckow wurde 9. mit 265,40 Pkt.
- Veronika Kratochwil wurde 11. mit 238,30 Pkt.
- Carolin Bürger schied als 13. im Vorkampf mit 244,90 Pkt. aus.

### 3 Meter
Finale am 21. Juli
| Platz | Land                | Athletin                | Punkte |
| ----- | ------------------- | ----------------------- | ------ |
| 1     | Volksrepublik China | Guo Jingjing            | 388,20 |
| 2     | Kanada              | Émilie Heymans          | 346,45 |
| 3     | Italien             | Tania Cagnotto          | 341,25 |
| 4     | Volksrepublik China | He Zi                   | 336,65 |
| 5     | Vereinigte Staaten  | Ariel Rittenhouse       | 335,10 |
| 6     | Australien          | Sharleen Stratton       | 327,75 |
| 7     | Russland            | Anastassija Posdnjakowa | 320,65 |
| 8     | Vereinigte Staaten  | Christina Loukas        | 320,20 |

- Katja Dieckow wurde 12. mit 252,30 Pkt.
- Veronika Kratochwil wurde 25. im Vorkampf mit 246,20 Pkt.
- Uschi Freitag wurde 26. im Vorkampf mit 237,30 Pkt.

### 10 Meter
Finale am 18. Juli
| Platz | Land                   | Athletin              | Punkte |
| ----- | ---------------------- | --------------------- | ------ |
| 1     | Mexiko                 | Paola Espinosa        | 428,25 |
| 2     | Volksrepublik China    | Chen Ruolin           | 417,60 |
| 3     | Volksrepublik China    | Li Kang               | 410,35 |
| 4     | Kanada                 | Meaghan Benfeito      | 396,50 |
| 5     | Malaysia               | Pandelela Rinong Pamg | 354,45 |
| 6     | Deutschland            | Christin Steuer       | 353,75 |
| 7     | Australien             | Alexandra Croak       | 351,85 |
| 8     | Vereinigtes Königreich | Tonia Couch           | 351,00 |

- Nora Subschinski schied als 13. im Halbfinale mit 276,10 Pkt. aus.

### Synchron 3 Meter
Finale am 24. Juli
| Platz | Land                | Athletinnen                                 | Punkte |
| ----- | ------------------- | ------------------------------------------- | ------ |
| 1     | Volksrepublik China | - Guo Jingjing - Wu Minxia                  | 348,00 |
| 2     | Italien             | - Tania Cagnotto - Francesca Dallapé        | 329,70 |
| 3     | Russland            | - Julia Pachalina - Anastassija Posdnjakowa | 310,80 |
| 4     | Kanada              | - Jennifer Abel - Melanie Rinaldi           | 309,90 |
| 5     | Australien          | - Briony Cole - Sharleen Stratton           | 309,18 |
| 6     | Vereinigte Staaten  | - Ariel Rittenhouse - Kelci Bryant          | 305,10 |
| 7     | Mexiko              | - Paola Espinosa - Laura Sánchez            | 304,50 |
| 8     | Japan               | - Mai Nakagawa - Sayaka Shibusawa           | 291,45 |

- Katja Dieckow und Nora Subschinski belegten mit 282,30 Pkt. Platz 9.

### Synchron 10 Meter
Finale am 19. Juli
| Platz | Land                   | Athletinnen                             | Punkte |
| ----- | ---------------------- | --------------------------------------- | ------ |
| 1     | Volksrepublik China    | - Chen Ruolin - Wang Xin                | 369,16 |
| 2     | USA                    | - Mary Beth Dunnichay - Haley Ishimatsu | 324,66 |
| 3     | Malaysia               | - Mun Yee Leong - Pandelela Rinong Pamg | 321,66 |
| 4     | Kanada                 | - Meaghan Benfeito - Roseline Filion    | 321,39 |
| 5     | Australien             | - Briony Cole - Melissa Wu              | 320,58 |
| 6     | Vereinigtes Königreich | - Monique Gladding - Megan Sylvester    | 306,90 |
| 7     | Frankreich             | - Claire Febvay - Audrey Labeau         | 299,28 |
| 8     | Deutschland            | - Josephine Möller - Nora Subschinski   | 299,22 |

## Wasserball Männer
Alle Spiele, alle Ergebnisse: Wasserball-Weltmeisterschaften 2009

Finale am 1. August
| Platz | Land        | Athleten |
| ----- | ----------- | --- |
| 1     | Serbien     | Slobodan Soro, Marko Avramović, Živko Gocić, Vanja Udovičić, Slavko Gak, Duško Pijetlović, Slobodan Nikić, Milan Aleksić, Nikola Rađen, Filip Filipović, Andrija Prlainović, Stefan Mitrović, Gojko Pijetlović                                                                 |
| 2     | Spanien     | Inaki Aguilar, Mario García, David Martin, Blai Mallarach, Guillermo Molina, Marc Minguell, Ivan Gallego, Albert Español, Xavier Vallès, Felipe Perrone, Ivan Perez, Xavier García, Daniel López                                                                               |
| 3     | Kroatien    | Ivo Brzica, Damir Burić, Miho Bošković, Nikša Dobud, Ivan Buljubašić, Srđan Antonijević, Frano Karač, Andro Bušlje, Sandro Sukno, Samir Barač, Igor Hinić, Paulo Obradović, Josip Pavić                                                                                        |
| 4     | USA         | Merrill Moses, Peter Varellas, Brian Alexander, Jeffrey Powers, Adam Wright, Justin Johnson, Layne Beaubien, Anthony Azevedo, Ryan Bailey, Timothy Hutten, Jesse Smith, James Krumpholz, Genai Kerr                                                                            |
| 5     | Ungarn      | István Gergely, Márton Szivós, Norbert Madaras, Dénes Varga, Miklós Gór-Nagy, Norbert Hosnyánszky, Gergely Kiss, Zsolt Varga, Dániel Varga, Péter Biros, Gábor Kis, Balázs Hárai, Viktor Nagy                                                                                  |
| 6     | Deutschland | Alexander Tchigir, Florian Naroska, Fabian Schrödter, Marko Savic, Marko Stamm, Marc Politze, Heiko Nossek, Julian Real, Tobias Preuß, Moritz Oeler, Andreas Schlotterbeck, Sören Mackeben, Roger Kong                                                                         |
| 7     | Rumänien    | Eduard Mihai Drăguşin, Cosmin Alexandru Radu, Tiberiu Negrean, Nicolae Virgil Diaconu, Andrei Ionut Iosep, Dan Andrei Buşilă, Gheorghe Florin Dunca, Alexandru Matei Guiman, Edward Andrei Dina, Ramiro Georgescu, Alexandru Ghiban, Kalman Kadar, Dragoş Constantin Stoenescu |
| 8     | Kanada      | Robin Randall, Constantin Kudaba, Jonathan Ruse, Nicolas Constantin-Bicari, Justin Boyd, Thomas Marks, Brandon Jung, Kevin Graham, Aaron Feltham, Dusko Dakic, Devon Diggle, Jared McElroy, Nicolas Youngblud                                                                  |

- Finale
- Serbien – Spanien 14:13
- Spiel um Platz 3
- Kroatien – USA 8:6
- Spiel um Platz 5
- Ungarn – Deutschland 9:6
- Spiel um Platz 7
- Rumänien – Kanada 9:6

## Wasserball Frauen
Alle Spiele, alle Ergebnisse: Wasserball-Weltmeisterschaft 2009

Finale am 31. Juli
| Platz | Land         | Athletinnen |
| ----- | ------------ | --- |
| 1     | USA          | Elizabeth Armstrong, Heather Petri, Brittany Hayes, Brenda Villa, Lauren Wenger, Tanya Gandy, Kelly Rulon, Jessica Steffens, Elsie Windes, Alison Gregorka, Moriah van Norman, Kameryn Craig, Jaime Komer                                                           |
| 2     | Kanada       | Rachel Riddell, Krystina Alogbo, Katrina Monton, Emily Csikos, Joelle Bekhazi, Whitney Genoway, Rosanna Tomiuk, Dominique Perreault, Carmen Eggens, Christine Robinson, Tara Campbell, Marina Radu, Marissa Janssens                                                |
| 3     | Russland     | Jewgenija Prozenko, Nadeschda Glysina, Jekaterina Prokofjewa, Sofja Konuch, Alena Wylegschanina, Natalja Ryschowa-Alenitschewa, Jekaterina Pantjulina, Jewgenija Sobolowa, Anna Timofejewa, Olga Beljajewa, Jewgenija Iwanowa, Julija Gaufler, Marija Kowtunowskaja |
| 4     | Griechenland | Maria Tsouri, Christina Tsoukala, Konstantina Kouteli, Ilektra Psouni, Kyriaki Liosi, Alkisti Avramidou, Alexandra Asimaki, Antigoni Roumpesi, Angeliki Gerolymou, Triantafyllia Manolioudaki, Stavroula Antonakou, Georgia Lara, Eleni Kouvdou                     |
| 5     | Niederlande  | Ilse van deer Meijden, Miloushka Smit, Mieke Cabout, Biurakn Hakhverdian, Sabrina van der Sloot, Nomi Stomphorst, Iefke van Belkum, Noeki Klein, Jantien Cabout, Nienke Vermeer, Rianne Guichelaar, Mieke van der Sloot, Anne Heinis                                |
| 6     | Australien   | Alicia McCormack, Holly Lincoln-Smith, Sophie Smith, Rebecca Rippon, Jane Moran, Bronwen Knox, Rowena Webster, Kate Gynther, Glencora Ralph, Jemma Dessauvagie, Melissa Rippon, Nicola Zagame, Victoria Brown                                                       |
| 7     | Ungarn       | Patricia Horvath, Eszter Tomaskovics, Ildiko Toth, Dora Kisteleki, Gabriella Szucs, Orsolya Takács, Rita Drávucz, Rita Keszthelyi, Fruzsina Bravik, Anikó Pelle, Agnes Valkai, Rita Poszkoli, Anikó Gyöngyössy                                                      |
| 8     | Spanien      | Patricia del Soto, Blanca Gil Sorlí, Olga Domenech, Irene Hagen, Miriam Lopez-Escribano, Jennifer Pareja, Cristina López, Pilar Pena, Clara Aller, Ona Meseguer, Maica García, Laura López, Laura Ester                                                             |

- Finale
- Kanada – USA 6:7
- Spiel um Platz 3
- Russland – Griechenland 10:9
- Spiel um Platz 5
- Niederlande – Australien 12:11
- Spiel um Platz 7
- Ungarn – Spanien 11:6